# Pioggia (film 1953)
Pioggia (Miss Sadie Thompson) è un film stereoscopico in Technicolor del 1953 diretto da Curtis Bernhardt. 

## Analisi
Il soggetto è tratto dal romanzo Pioggia di William Somerset Maugham.
È il remake di altri due film: il primo del 1928, uscito in Italia col titolo Tristana e la maschera, diretto da Raoul Walsh; il secondo del 1932, intitolato Pioggia, diretto da Lewis Milestone.

## Riprese
Il film venne girato a Kaua'i, nelle Hawaii.

## Distribuzione
Distribuito dalla Columbia Pictures, il film uscì nelle sale cinematografiche USA il 23 dicembre 1953 col titolo originale Miss Sadie Thompson. Nel Regno Unito, venne distribuito anche con il titolo completo, W. Somerset Maugham's Miss Sadie Thompson.